# マーガレット・ガーディナー
マーガレット・ガーディナー（Margaret Gardiner, 1959年8月21日 - ）は、南アフリカ共和国出身のジャーナリスト。ミス・ユニバース1978で優勝したことで知られる。アフリカ初のミス・ユニバースであるが、前年のハネリュ・コミシオンが「黒人（アフリカ系）初」であり、ガーディナーは黒人でなかったため、言及されないことが多い。

## 経歴・人物
1959年8月21日、ケープタウンに生まれる。
1978年、アカプルコで開催されたミス・ユニバース1978に出場するチャンスを得るが、メキシコ政府が当時のアパルトヘイト政策に反対していたため南アフリカ代表の出場はかなわない可能性が多分にあった。それでも粘り強い交渉の結果、特別の許可を得て出場できた。7月24日の決勝では、大会史上初めてセミファイナリスト12人の水着・イブニングガウン・スピーチの平均スコアがテレビで放送された。5人のファイナリストに残った彼女は、質疑応答で「南アフリカは国際社会で言われているような悪い国ではないとメキシコの人たちは理解してくれると望みます。美しく知的で、そして魅力的であれば黒人女性がミス・サウス・アフリカに選ばれることは問題ないと思います」と答えた。75人の出場者の中から最終的に優勝、ミス・ユニバース1977のハネリュ・コミシオンによって戴冠される。50,000ドル相当の賞品を獲得。
ミス・ユニバース1990にコメンテーターとして関与。
夫であるAndré Nel博士と共にアメリカ合衆国に移る。2021年現在ロサンゼルスでジャーナリストとして活動。ハリウッド外国人記者協会のメンバー、ゴールデングローブ賞のファッションエディター。チャールストン大学より心理学の学士号を授与されている。